# Даже не ошибочно
Даже не ошибочно (нем. nicht einmal falsch) — выражение, приписываемое Вольфгангу Паули и используемое в научном жаргоне для негативного описания некачественной научной или псевдонаучной работы. Смысл выражения состоит в том, что выводы критикуемой работы настолько голословны, что даже в будущем окажется невозможным определить, были ли эти выводы правильными.
«Это даже не ошибочно» — сильное оскорбление: наука продвигается вперёд в том числе и с помощью тех работ, которые позже были сочтены ошибочными — так как они обозначают тупиковые направления для последующих исследователей, а работы, результаты которых никогда не будут подтверждены или опровергнуты, на развитие науки вообще не влияют. Выражение тесно связано с принципом фальсифицируемости Карла Поппера, который постулировал, что теория, которую в принципе нельзя опровергнуть, не является научной.
Паули был известен своими резкими высказываниями по отношению к молодым коллегам и студентам — ему приписывается, в числе прочего, нем. So jung und schon so unbekannt, «Такой молодой и уже такой неизвестный». По преданию, слова нем. Das ist nicht richtig, was Sie sagen, das ist noch nicht einmal falsch, «То, что вы сказали — неправильно, и даже не ошибочно», тоже были обращены к оставшемуся неизвестным коллеге.
Выражение приобрело новую популярность в связи с теорией струн, когда её известный противник, П. Войт, выбрал Not Even Wrong в качестве заглавия для своей книги об этой теории. Имя Войта оказалось связанным с «даже не ошибочно» настолько, что иногда выражение приписывается ему.